# 南船座
南船座（拉丁語：Argo Navis）是南天球星座之一，原是最大的星座，但于十八世纪被拆分为四个單獨的星座，分別是船帆座、船底座、船尾座和羅盤座。亮度仅次于天狼星、全天第二的亮星老人星是南船座最亮的主星。

## 歷史
在現代，南船座由於巨大面積（比現代最大的星座長蛇座還要大28%）而被認為難以操控。尼古拉-路易·德·拉卡伊在1763年的星表中解釋說，南船座中有超過一百六十顆恆星可以用肉眼清晰可見。因此，他在星座的各個部分使用了三個小寫和大寫拉丁字母，分別表示為船底座（“Argûs in carina”）、船尾座（“Argûs in puppi”）和船帆座（“Argûs in velis”）。拉卡伊用更接近恆星星等的名稱取代了拜耳名稱，但只使用了一個希臘字母序列，並將這些恆星的星座描述為“Argûs”。同樣，暗淡的恆星也僅被列為“Argûs”。
約翰·赫歇爾於1841年和1844年兩次提議廢除南船座。儘管如此，該星座及其組成部分一直沿用到20世紀。1922年，南船座與其他星座一起被命名為Arg。1930年，國際天文學聯合會定義了88個現代星座，正式設立了船底座、船尾座和船帆座，並宣布南船座已經過時，南船座也隨之解體。拉卡伊的名稱在後代中被保留，因此船底座有α星、β星和ε星；船帆座有γ星和δ星；船尾座有ζ星等:82。由於這次星座分割，南船座是托勒密48個星座中唯一一個不再被官方認可的星座。
此外，羅盤座佔據的區域靠近古代被認為是南船座桅杆的一部分區域。一些近代作者認為羅盤是船的一部分，但古希臘時期人們還不知道磁羅盤。拉卡伊認為它是一個獨立的星座，代表著一種現代科學儀器（如顯微鏡座和望遠鏡座），他創建它是為了繪製南半球的星圖。羅盤座是他提出的14個新星座之一:262 。1844年，約翰·赫歇爾建議將桅杆正式定為一個新的星座，名為馬魯斯星座，以取代拉卡伊的羅盤座，但這個想法並沒有流行起來。同樣，埃德蒙·哈雷也曾試圖分離南船座船頭的“薄霧”，形成一個新的星座，命名為查爾斯橡樹座，以紀念他的贊助人查理二世國王，但未能成功。

## 星座神话
南船座即阿爾戈號（Argonauts），故事中伊阿宋（Jason）带著五十个人乘阿爾戈號到位于黑海的科尔基斯（Colchis）找金羊毛。
伊阿宋带著众多船员出航，当中包括双子座的卡斯托耳（Castor）和波鲁克斯（Polydeuces / Pollux），乐师俄耳甫斯（Opheus），建船者阿耳戈斯（Argos），后来连赫拉克勒斯（Heracles / Hercules）也加入旅程。剧作家把阿爾戈號描写成船坚炮利，而牛顿甚至将黄道十二宫与阿爾戈號扯上关系。建船之时，雅典娜下令阿尔戈斯採用佩利翁山（Pelion）的木材造船，宙斯也指示阿耳戈斯以多多纳（Dodona）之橡木建船首，那里的橡木赋有语言能力，在阿爾戈號启航时，甚至听到橡木的哭声。
阿爾戈號在旅途中遇上重重困难，其中以撞岩（lashing Rocks）最为著名，撞岩又叫叙姆普勒加得斯（Symplegades），它好像自动门一样开开合合挡著黑海的入口，当时伊阿宋情急智生，放出白鸽，让白鸽飞于船前，两块大石瞬时掩埋，夹断白鸽的尾巴。船员趁两块大石打开再次撞击之前，出尽九牛二虎之力，再得雅典娜之助，结果只是船尾受到少许损坏。
经过几番波折进入黑海后．伊阿宋偷去金羊毛回到希腊，把阿爾戈號泊于科林斯，算是对海神波塞冬（Poseidon）的一种感谢。
在星图上，我们只能见到阿爾戈號的船尾，船头被浓雾所覆盖，或是被撞岩所遮掩，有说是伊阿宋晚年在船上沉思过往的历险时，船首忽然塌下来压死了熟睡中的伊阿宋，于是波塞冬将船的其余部份升上天空。
另外，α星（老人星）亦有一段故事，老人星名为Canopus，本为是希腊神话中斯巴达的国王墨涅拉奥斯（Menelaus）的舵手，特洛伊战争后，当墨涅拉奥斯回程时，船只被吹离航道，他们被迫在埃及登陆，Canopus被蛇咬死，墨涅拉奥斯情妇海伦（Helen of Troy）替Canopus报仇杀死大蛇。墨涅拉奥斯和海伦把Canopus合葬于城中，该城亦被易名为Canopus。

## 深空天体

### 恆星
在南船座被分割時，船帆座、船底座和船尾座共用一套拜耳名稱，例如船帆座和船尾座中就沒有α星和β星。而羅盤座則使用一套新的拜耳名稱，因為原來在此星座範圍內沒有由拜耳命名法命名的星。
- 船帆座γ星：聚星，含伴星。视星等：1.82 ；绝对星等：4.3，蓝白色。罕见的超高温天体。
- 船尾座ζ星：超巨星，视星等：2.2。蓝白色。
- 船底座α星：视星等：-0.72；超巨星。体积巨大约为太阳100倍，双星。据地球320光年。

### 星团和星云
- NGC2547
- NGC3132
- NGC2516
- NGC3372
- IC2602
- NGC2451
- NGC2477

### 星系
- M46
- M47